# Joseph Mora
Joseph Martín Mora Cortéz (sinh ngày 15 tháng 1 năm 1993) là một cầu thủ bóng đá người Costa Rica thường thi đấu ở vị trí hậu vệ. Hiện tại anh thi đấu cho D.C. United của Major League Soccer.

## Sự nghiệp

### Câu lạc bộ
Mora được sở hữu bởi đội bóng tại Major League Soccer D.C. United vào ngày 7 tháng 3 năm 2018.